# صفصاف أذني
الصفصاف الأذني (باللاتينية: Salix aurita) نوع نباتي من جنس الصفصاف من الفصيلة الصفصافية (باللاتينية: Salicaceae).

## البيئة والانتشار
موطنه الأصلي معظم مناطق أوروبا.

## الوصف النباتي
شجيرة نفضية يصل ارتفاعها إلى 2.5 م. أوراقها تشبه الأذن، ومن هنا أتى الاسم.